# Nicole Florensa
Nicole Florensa   (París, 30 de novembre de 1925 - París, 13 de novembre de 2012) fou una escriptora i gravadora francesa.

## Biografia
Nascuda com Nicole Damotte, va adoptar el cognom Fenosa quan l'any 1947 es casa a París amb l'escultor català Apel·les Fenosa. Sovint signa la seva obra gravada com Nicole Florensa, en homenatge al cognom de la mare de l'escultor. Va assistir a les classes de la Grande Chaumiere, on ensenyava Robert Camí (1900- 1975).Gravador guardonat amb premis rellevants de la disciplina.
Els primers gravats estampats per Nicole Florensa estan realitzats amb la tècnica del burí i corresponen a l'any 1964. Aquesta tècnica permet aconseguir imatges de gran detall i demana molta experiència en el moment de solcar la planxa directament amb el burí, que es un cisell d'acer trempat. Son planxes en el seu cas de petites dimensions i de tiratges molt curts, que representen preferentment paisatges de perspectives obertes, o detalls de la naturalesa.... una branca d'un arbre, vinyes del Priorat o del Penedès. No son arbres qualsevol, sinó arbres que ella coneix i estima per la seva senzilla bellesa.... l'olivera, que representa les arrels, el garrofer que només creix a la vora de la mar mediterrània. Són, evidentment, paisatges viscuts, recorreguts pam a pam, vinculats a la seva vida.
Aquest coneixement i estima del paisatge fa que aquest gènere esdevingui el subjecte dels seus burins, a la recerca d'un esperit detallat en els seus fragments, i mai descriptiu d'un paratge emblemàtic, sinó l'anonimat dels seus detalls, dels seus indrets. D'ençà del 1970 Nicole Florensa comença a practicar un altre procediment molt més complex: la Manera Negra. Es tracta d'una modalitat de gravat al buit on la tinta es disposa a les parts gravades.
La seva obra i el seu treball com a promotora del museu en la localitat del Vendrell (Tarragona) es poden conèixer visitant el mateix

## Obres[calcitació]
El 30 de setembre del 1969, apareixia el llibre A CATALAN COOKERY BOOK, una col·lecció de receptes impossibles amb textos d'Irving Davis il·lustrats amb onze gravats de Nicole, estampats pel taller Leblanc de Paris. Editat en 165 exemplars, es tractava d'un projecte llargament congriat, que finalment va ser editat per Lucien Scheler.
Després del llibre de cuina el projecte següent va dir-se LE PORTAL i va editar-lo Warren editions, l'any 1970. Els gravats es varen imprimir a l'Atelier Lacourière et Frélaut i representaven tretze escenes sobre la casa del Portal dels Fenosa al Vendrell.
Dedicada a l'obra del seu marit, va promoure edicions dels seus catàlegs raonats com FENOSA, Nicole i TILLIER, Bertrand, Apel·les Fenosa. Catalogue raisonné de l'oeuvre sculpté. Barcelona-París, Editorial Poligrafa, 2002.
FENOSA, Nicole i TILLIER, Bertrand, Apel·les Fenosa. Catalogue raisonné de l'oeuvre graphique. Barcelona-París, Editorial Poligrafa, 2008.
FENOSA, Nicole i TILLIER, Bertrand, Documents Fenosa, Barcelona, Edicions Poligrafa, 2006.
L'any 1989 va impulsar la creació de la Fundació Apel·les Fenosa, que va presidir fins a la seva mort, amb donacions de la Casa del Portal del Pardo i tot el fons del llegat Fenosa.